# Bërzhitë
Bërzhitë là một đô thị trong quận Tirana thuộc hạt Tirana, Albania. Dân số năm 2005 là 5439 người.